# Ferrimagnetismo

Ordine Ferrimagnetico

In fisica, un materiale ferrimagnetico è quello in cui i momenti magnetici degli atomi in differenti sottoreticoli sono antiparalleli, come nei materiali antiferromagnetici, ma nei materiali ferrimagnetici, non essendo i momenti antiparalleli uguali in modulo, risulta un momento magnetico risultante non nullo e quindi il materiale presenta una magnetizzazione spontanea.
Il ferrimagnetismo è detto anche antiferromagnetismo scompensato, proprio per il fatto che i momenti magnetici nei sottoreticoli non sono uguali in modulo.
Questo fenomeno si verifica quando i sottoreticoli consistono di materiali differenti o ioni (come Fe2+ e Fe3+).
I materiali ferrimagnetici, come quelli ferromagnetici, possiedono una magnetizzazione spontanea sotto la temperatura di Curie, e non mostrano ordine magnetico sopra questa temperatura. Comunque esiste qualche volta una temperatura sotto la temperatura di Curie a cui i due sottoreticoli hanno momenti uguali, facendo risultare un momento magnetico netto nullo; questo è chiamato punto di compensazione di magnetizzazione.
Questo punto è osservato facilmente nei granati e nelle terre rare - leghe di metalli di transizione (RE-TM).
Inoltre, i ferrimagneti possono anche esibire un punto di compensazione del momento angolare a cui il momento angolare dei sottoreticoli magnetici è compensato. Questo punto di compensazione è un punto cruciale per raggiungere alte velocità di inversione di magnetizzazione nelle memorie magnetiche.
Il ferrimagnetismo è mostrato dai ferriti e dai granati magnetici. La più vecchia sostanza magnetica conosciuta, la magnetite (ossido misto di ferro(II,III), 
Fe3O4), è un ferrimagnete; essa era originariamente classificata come un ferromagnete prima della scoperta di Néel del ferrimagnetismo e dell'antiferromagnetismo..
Alcuni materiali ferrimagnetici sono YIG (granato di ittrio e ferro) e ferriti composti di ossidi di ferro e di altri elementi come alluminio, cobalto, nichel, manganese e zinco.

## Proprietà
I materiali ferrimagnetici hanno un'alta resistività e hanno proprietà anisotropiche. L'anisotropia è indotta dall'applicazione di un campo magnetico esterno. Quando questo campo magnetico applicato si allinea con i momenti di dipolo, causa un momento magnetico netto e fa sì che i momenti magnetici inizino un moto di precessione ad una frequenza controllata dal campo magnetico applicato. Quest'ultimo fenomeno è chiamato precessione di Larmor.